# Türkiye 2. Futbol Ligi 2000/01
Die Türkiye 2. Futbol Ligi 2000/01 war die 38. Spielzeit der zweithöchsten türkischen Spielklasse im professionellen Männer-Fußball. Sie wurde am 15. August 2000 mit dem 1. Spieltag der Qualifikationsrunde begonnen und am 21. Mai 2001 mit dem 18. Spieltag der Abstiegsrunde abgeschlossen.

## Austragungsmodus
In der Saison 2000/01 wurde die zweithöchste Spielklasse wie in der Vorsaison in drei Etappen ausgetragen. In der 1. Etappe wurde die Liga in eine Qualifikationsrunde (türkisch Kademe Grupları) in fünf Gruppen mit jeweils zehn Mannschaften mit Hin- und Rückspielen gespielt. Nach dem Ende der 1. Etappe wurden die ersten zwei Mannschaften aus allen Gruppen in eine gemeinsame Gruppe, der Aufstiegsrunde (türkisch Yükselme Grubu), aufgenommen, und spielten hier um den Aufstieg in die 1. Lig. Die restlichen Teams in den fünf Gruppen der Qualifikationsrunde spielten in unveränderter Gruppenkonstellation nun in einer Abstiegsrunde (türkisch Düşme Grupları) um den Abstieg in die 3. Lig. Sowohl die Aufstiegsrunde als auch die Abstiegsrunde stellten dabei die 2. Etappe dar und wurden mit Hin- und Rückspiel gespielt.
Die Mannschaften auf den ersten zwei Plätzen der Aufstiegsrunde stiegen direkt in die 1. Lig auf. Während die Punkte aus der Qualifikationsrunde nicht in die Aufstiegsrunde mitgenommen wurden, wurden sie in der Abstiegsrunde unverändert mitgezählt. Die 3. Etappe wurde in Form einer Play-off-Runde durchgeführt. Die Mannschaften auf den Plätzen drei bis fünf der Aufstiegsrunde und alle Gruppenersten aller Abstiegsgruppen sollten im K.-o.-System den dritten und letzten Aufsteiger ausspielen.
Da mit der Saison 2001/02 der türkische Profi-Fußball grundlegenden Änderungen unterzogen werden sollte, wurden bereits in der Spielzeit 2000/01 Vorbereitungen für diese Umstellung unternommen. Bis zum Sommer 2001 bestand der Profifußball in der Türkei aus drei Ligen: Der höchsten Spielklasse, der einspurigen Türkiye 1. Futbol Ligi, der zweiklassigen fünfspurig und in zwei Etappen gespielten Türkiye 2. Futbol Ligi und der drittklassigen und achtgleisig gespielten Türkiye 3. Futbol Ligi. Zur Saison 2001/02 wurde der Profifußball auf vier Profiligen erweitert. Während die Türkiye 1. Futbol Ligi unverändert blieb, wurde die Türkiye 2. Futbol Ligi in die nun zweithöchste Spielklasse, die Türkiye 2. Futbol Ligi A Kategorisi (zu dt.: 2. Fußballliga der Kategorie A der Türkei), und die dritthöchste Spielklasse, die Türkiye 2. Futbol Ligi B Kategorisi (zu dt.: 2. Fußballliga der Kategorie B der Türkei), aufgeteilt. Die nachgeordnete Türkiye 3. Futbol Ligi wurde fortan somit die vierthöchste Spielklasse, die TFF 3. Lig.
Die Mannschaften aus der Aufstiegsrunde die weder den Aufstieg noch die Play-off-Teilnahme erreichten, wurden für die kommende Saison in die zukünftige zweithöchste Spielklasse, die Türkiye 2. Futbol Ligi A Kategorisi übernommen. Die Zweitplatzierten aller Abstiegsgruppen sicherten sich ebenfalls die weitere Teilnahme an der zweithöchsten Spielklasse. Bis auf den Play-off-Sieger, der in die Süper Lig aufstieg, wurden alle übrigen Play-off-Teilnehmer in die zukünftige zweithöchste Spielklasse übernommen. Die Tabellenletzten aller Abstiegsgruppen stiegen in die TFF 3. Lig ab, die ab dem Sommer 2001 die neu eingeführte vierthöchste professionellen Spielklasse wurde. Die übrigen Mannschaften aller Abstiegsgruppen, die Mannschaften auf den Tabellenplätzen drei bis sieben, nahmen in der nachfolgenden Saison an der zukünftigen dritthöchsten professionellen Spielklasse, der Türkiye 2. Futbol Ligi B Kategorisi, am Wettbewerb teil.
Die 1. Etappe begann mit dem Saisonstart zum 15. August 1999 und endete zur Winterpause zum 29. Dezember 1999. Die nachfolgende 2. Etappe startete dann zum 22. Januar 2000 und endete am 21. Mai 2000. Die 3. und letzte Etappe, in denen die Play-offs gespielt wurden, wurde vom 26. Mai 2000 bis zum 31. Mai 2000 gespielt.
Zu Saisonbeginn waren zu den von der vorherigen Saison verbleibenden 38 Mannschaften die zwei Absteiger aus der 1. Lig Altay Izmir, Göztepe Izmir, Vanspor und die zehn Aufsteiger aus der damals drittklassigen 3. Lig Cizrespor, Gümüşhane Doğanspor, Hacılar Erciyesspor, Türk Telekomspor, Ispartaspor, Yeni Turgutluspor, Öz Sahrayıceditspor, Kırklarelispor, Güngören Belediyespor und Akçaabat Sebatspor hinzugekommen.
Die Saison beendete Göztepe Izmir als Meister und schaffte damit den direkten Wiederaufstieg in die höchste türkische Spielklasse. Den Tabellenplatz zwei belegte Diyarbakırspor und stieg ebenfalls direkt in die 1. Lig auf. Über den Play-off-Sieg erzielte Malatyaspor die Teilnahme an der 1. Lig und schaffte damit nach 17 Jahren die Teilnahme an der 1. Lig. Im Play-off-Finale setzte sich der Verein mit einem 2:0-Sieg gegen Sakaryaspor durch. Als Absteiger in die Türkiye 2. Futbol Ligi B Kategorisi standen zum Saisonende Gaziantep BB, Kartalspor, KDÇ Karabükspor, Sarıyer SK und Mersin İdman Yurdu aus der Gruppe 1, Karşıyaka SK, Ispartaspor, Yeni Nazillispor, Eskişehirspor, Bucaspor und Yeni Turgutluspor aus der Gruppe 2, Mobellaspor, Gaziosmanpaşaspor, Güngören Belediyespor, Öz Sahrayıceditspor und Kırklarelispor aus der Gruppe 3, Türk Telekomspor, Amasyaspor, Artvin Hopaspor, Darıca Gençlerbirliği und Boluspor aus der Gruppe 4 sowie Cizrespor, Şanlıurfaspor, MKE Kırıkkalespor, Vanspor und Ağrıspor aus der Gruppe 5 fest. Als Absteiger in die TFF 3. Lig standen zum Saisonende Bakırköyspor aus der Gruppe 1, Yeni Salihlispor aus der Gruppe 2, Çorluspor aus der Gruppe 3, Düzcespor aus der Gruppe 4 und Ankara ASAŞ aus der Gruppe 5 fest.
Nachdem der Verein Ankara ASAŞ in die Gruppe 5 gelost worden war, in der sich fast ausschließlich Vereine aus Südostanatolien befanden, erklärte die Vereinsführung, nicht am Spielgeschehen teilnehmen zu wollen. Der türkische Fußballverband bewertete daraufhin alle Spiele des Vereins mit einer 0:3-Niederlage und ließ den Verein zwangsabsteigen.
Der Verein Konya SÜ Endüstri SK änderte zu Saisonbeginn seinen Namen in Mobellaspor. Der Betriebsverein der türkischen Post PTT SK, kurz PTT, änderte nach der Abspaltung der Telekommunikationssparte seine Vereinsnamen in Türk Telekom SK, kurz Türk Telekomspor, um. Nach dem Aufstieg in die 2. Lig fusionierten die vier Vereine Kayseri Emniyetspor Kulübü, Erciyesspor Kulübü, Büyükşehir Belediyesi Erciyesspor Kulübü und Melikgazi Belediyesi Erciyesspor Kulübü zu Hacılar Erciyesspor Kulübü, kurz Hacılar Erciyesspor.
Torschützenkönig der Liga wurde mit 26 Toren Ümit İnal von Göztepe Izmir.

## Qualifikationsrunde

### Gruppe 1
| Pl. | Verein                 | Sp. | S  | U | N  | Tore    | Diff. | Punkte |
| --- | ---------------------- | --- | -- | - | -- | ------- | ----- | ------ |
| 1.  | Kombassan Konyaspor    | 18  | 11 | 3 | 4  | 041:180 | +23   | 36     |
| 2.  | Istanbul BB            | 18  | 11 | 3 | 4  | 044:250 | +19   | 36     |
| 3.  | Gaziantep BB           | 18  | 9  | 4 | 5  | 032:210 | +11   | 31     |
| 4.  | Çanakkale Dardanelspor | 18  | 7  | 8 | 3  | 030:240 | +6    | 29     |
| 5.  | Sakaryaspor            | 18  | 7  | 5 | 6  | 026:230 | +3    | 26     |
| 6.  | Kartalspor             | 18  | 5  | 7 | 6  | 016:180 | −2    | 22     |
| 7.  | Mersin İdman Yurdu     | 18  | 6  | 4 | 8  | 023:320 | −9    | 22     |
| 8.  | Sarıyer SK             | 18  | 4  | 8 | 6  | 025:330 | −8    | 20     |
| 9.  | Bakırköyspor           | 18  | 4  | 2 | 12 | 021:460 | −25   | 14     |
| 10. | KDÇ Karabükspor        | 18  | 3  | 2 | 13 | 020:380 | −18   | 11     |

| Gruppe 1               | Kombassan Konyaspor | Istanbul BB | Gaziantep BB | Çanakkale Dardanelspor | Sakaryaspor | Kartalspor | Mersin İdman Yurdu | Sarıyer SK | Bakırköyspor | KDÇ Karabükspor |
| ---------------------- | ------------------- | ----------- | ------------ | ---------------------- | ----------- | ---------- | ------------------ | ---------- | ------------ | --------------- |
| Kombassan Konyaspor    |                     | 1:1         | 2:2          | 3:0                    | 3:0         | 1:0        | 0:2                | 5:0        | 5:2          | 3:1             |
| Istanbul BB            | 2:1                 |             | 3:1          | 3:3                    | 5:2         | 2:0        | 0:0                | 1:2        | 5:2          | 4:1             |
| Gaziantep BB           | 1:0                 | 1:2         |              | 2:1                    | 2:1         | 0:0        | 2:1                | 2:1        | 6:0          | 4:1             |
| Çanakkale Dardanelspor | 2:2                 | 2:1         | 1:1          |                        | 0:0         | 4:1        | 1:0                | 2:2        | 1:0          | 4:1             |
| Sakaryaspor            | 0:3                 | 3:0         | 1:1          | 0:2                    |             | 2:0        | 5:0                | 2:1        | 2:1          | 2:1             |
| Kartalspor             | 1:0                 | 2:1         | 3:1          | 1:1                    | 0:0         |            | 1:1                | 2:2        | 0:0          | 2:0             |
| Mersin İdman Yurdu     | 1:3                 | 1:3         | 1:0          | 3:4                    | 2:1         | 0:3        |                    | 1:1        | 0:1          | 1:0             |
| Sarıyer SK             | 1:2                 | 2:6         | 2:1          | 1:1                    | 0:0         | 0:0        | 3:3                |            | 3:0          | 1:3             |
| Bakırköyspor           | 1:3                 | 0:3         | 1:2          | 3:1                    | 1:4         | 2:0        | 3:4                | 1:1        |              | 3:1             |
| KDÇ Karabükspor        | 1:4                 | 1:2         | 0:3          | 0:0                    | 1:1         | 1:0        | 1:2                | 1:2        | 5:0          |                 |

### Gruppe 2
| Pl. | Verein                | Sp. | S  | U | N  | Tore    | Diff. | Punkte |
| --- | --------------------- | --- | -- | - | -- | ------- | ----- | ------ |
| 1.  | Altay Izmir (A)       | 20  | 14 | 2 | 4  | 058:210 | +37   | 44     |
| 2.  | Göztepe Izmir (A)     | 20  | 12 | 5 | 3  | 030:170 | +13   | 41     |
| 3.  | Aydınspor             | 20  | 9  | 6 | 5  | 034:250 | +9    | 33     |
| 4.  | Ispartaspor (N)       | 20  | 10 | 3 | 7  | 024:230 | +1    | 33     |
| 5.  | Karşıyaka SK          | 20  | 7  | 6 | 7  | 030:270 | +3    | 27     |
| 6.  | Eskişehirspor         | 20  | 8  | 2 | 10 | 029:320 | −3    | 26     |
| 7.  | Yeni Nazillispor      | 20  | 8  | 2 | 10 | 028:410 | −13   | 26     |
| 8.  | İzmirspor             | 20  | 6  | 5 | 9  | 032:380 | −6    | 23     |
| 9.  | Bucaspor              | 20  | 5  | 7 | 8  | 015:210 | −6    | 22     |
| 10. | Yeni Salihlispor      | 20  | 4  | 5 | 11 | 018:380 | −20   | 17     |
| 11. | Yeni Turgutluspor (N) | 20  | 3  | 5 | 12 | 024:370 | −13   | 14     |

| (A) | Absteiger aus der 1. Lig 1999/2000                     |
| (N) | Neuaufsteiger aus der Türkiye 3. Futbol Ligi 1999/2000 |

| Gruppe 2          | Altay Imir | Göztepe Izmir | Aydınspor | Karşıyaka SK | Ispartaspor | Eskişehirspor | Yeni Nazillispor | İzmirspor | Bucaspor | Yeni Salihlispor | Yeni Turgutluspor |
| ----------------- | ---------- | ------------- | --------- | ------------ | ----------- | ------------- | ---------------- | --------- | -------- | ---------------- | ----------------- |
| Altay Izmir       |            | 3:1           | 2:3       | 1:0          | 3:2         | 0:2           | 6:0              | 6:2       | 2:0      | 3:0              | 5:1               |
| Göztepe Izmir     | 0:0        |               | 2:1       | 0:0          | 0:0         | 2:0           | 3:0              | 2:2       | 1:0      | 2:0              | 2:2               |
| Aydınspor         | 3:1        | 1:2           |           | 1:1          | 4:1         | 2:0           | 2:1              | 2:0       | 1:0      | 4:1              | 2:1               |
| Karşıyaka SK      | 2:1        | 0:1           | 2:2       |              | 0:2         | 3:2           | 1:0              | 3:2       | 1:0      | 0:1              | 3:2               |
| Ispartaspor       | 1:1        | 0:1           | 3:2       | 1:2          |             | 0:0           | 1:0              | 2:3       | 1:1      | 0:0              | 4:1               |
| Eskişehirspor     | 1:2        | 4:3           | 1:1       | 1:0          | 0:3         |               | 5:3              | 3:2       | 0:2      | 2:0              | 2:0               |
| Yeni Nazillispor  | 0:8        | 1:2           | 3:1       | 2:1          | 4:2         | 2:1           |                  | 0:2       | 0:0      | 3:1              | 3:2               |
| İzmirspor         | 1:5        | 1:2           | 0:0       | 4:1          | 1:2         | 2:1           | 0:2              |           | 0:0      | 3:0              | 2:1               |
| Bucaspor          | 0:2        | 2:1           | 0:0       | 0:1          | 2:1         | 2:1           | 1:1              | 2:1       |          | 1:1              | 1:1               |
| Yeni Salihlispor  | 0:4        | 0:2           | 1:1       | 0:2          | 1:3         | 2:0           | 1:3              | 2:2       | 3:0      |                  | 2:2               |
| Yeni Turgutluspor | 2:3        | 0:1           | 3:1       | 0:1          | 1:1         | 1:3           | 1:0              | 2:2       | 2:1      | 1:2              |                   |

### Gruppe 3
| Pl. | Verein                    | Sp. | S  | U | N  | Tore    | Diff. | Punkte |
| --- | ------------------------- | --- | -- | - | -- | ------- | ----- | ------ |
| 1.  | Hacılar Erciyesspor (N)   | 18  | 12 | 2 | 4  | 037:230 | +14   | 38     |
| 2.  | Hatayspor                 | 18  | 12 | 2 | 4  | 030:220 | +8    | 38     |
| 3.  | Mobellaspor               | 18  | 8  | 7 | 3  | 031:210 | +10   | 31     |
| 4.  | Kayserispor               | 18  | 9  | 3 | 6  | 043:260 | +17   | 30     |
| 5.  | BB Ankaraspor             | 18  | 7  | 8 | 3  | 027:170 | +10   | 29     |
| 6.  | Gaziosmanpaşaspor         | 18  | 6  | 6 | 6  | 024:250 | −1    | 24     |
| 7.  | Güngören Belediyespor (N) | 18  | 4  | 8 | 6  | 018:220 | −4    | 20     |
| 8.  | Öz Sahrayıceditspor (N)   | 18  | 4  | 4 | 10 | 023:290 | −6    | 16     |
| 9.  | Kırklarelispor (N)        | 18  | 3  | 2 | 13 | 018:410 | −23   | 11     |
| 10. | Çorluspor                 | 18  | 2  | 4 | 12 | 018:430 | −25   | 10     |

| (N) | Neuaufsteiger aus der Türkiye 3. Futbol Ligi 1999/2000 |

| Gruppe 3              | Hacılar Erciyesspor | Hatayspor | Mobellaspor |     | Ankara BB | Gaziosmanpaşaspor | Güngören Belediyespor | Öz Sahrayıceditspor | Kırklarelispor | Çorluspor |
| --------------------- | ------------------- | --------- | ----------- | --- | --------- | ----------------- | --------------------- | ------------------- | -------------- | --------- |
| Hacılar Erciyesspor   |                     | 3:2       | 2:3         | 2:1 | 2:1       | 0:0               | 4:2                   | 2:0                 | 3:0            | 5:2       |
| Hatayspor             | 2:1                 |           | 2:1         | 3:2 | 1:1       | 2:1               | 1:0                   | 2:1                 | 1:0            | 1:0       |
| Mobellaspor           | 1:3                 | 2:0       |             | 0:0 | 1:1       | 0:0               | 1:1                   | 3:1                 | 1:1            | 4:1       |
| Kayserispor           | 1:2                 | 1:3       | 2:2         |     | 2:1       | 2:1               | 4:0                   | 5:1                 | 5:0            | 7:1       |
| Ankara BB             | 1:2                 | 2:1       | 2:2         | 0:0 |           | 1:0               | 0:0                   | 1:0                 | 5:0            | 1:0       |
| Gaziosmanpaşaspor     | 5:3                 | 4:0       | 1:0         | 1:3 | 0:3       |                   | 1:1                   | 1:1                 | 3:1            | 1:1       |
| Güngören Belediyespor | 0:1                 | 2:2       | 1:2         | 0:1 | 2:2       | 1:1               |                       | 3:1                 | 1:0            | 2:0       |
| Öz Sahrayıceditspor   | 2:0                 | 0:2       | 1:2         | 2:4 | 0:0       | 4:0               | 0:0                   |                     | 4:0            | 4:1       |
| Kırklarelispor        | 0:2                 | 0:1       | 2:4         | 4:1 | 2:3       | 0:1               | 1:1                   | 3:1                 |                | 3:1       |
| Çorluspor             | 0:0                 | 1:4       | 0:2         | 3:2 | 2:2       | 2:3               | 0:1                   | 0:0                 | 3:1            |           |

### Gruppe 4
| Pl. | Verein                  | Sp. | S  | U | N | Tore    | Diff. | Punkte |
| --- | ----------------------- | --- | -- | - | - | ------- | ----- | ------ |
| 1.  | Şekerspor               | 18  | 10 | 8 | 0 | 036:140 | +22   | 38     |
| 2.  | Sivasspor               | 18  | 7  | 7 | 4 | 023:180 | +5    | 28     |
| 3.  | Artvin Hopaspor         | 18  | 8  | 4 | 6 | 019:170 | +2    | 28     |
| 4.  | Türk Telekomspor (N)    | 18  | 8  | 3 | 7 | 022:230 | −1    | 27     |
| 5.  | Akçaabat Sebatspor (N)  | 18  | 7  | 4 | 7 | 026:230 | +3    | 25     |
| 6.  | Gümüşhane Doğanspor (N) | 18  | 6  | 6 | 6 | 023:210 | +2    | 24     |
| 7.  | Darıca Gençlerbirliği   | 18  | 5  | 5 | 8 | 020:270 | −7    | 20     |
| 8.  | Amasyaspor              | 18  | 5  | 5 | 8 | 016:240 | −8    | 20     |
| 9.  | Boluspor                | 18  | 4  | 6 | 8 | 020:300 | −10   | 18     |
| 10. | Düzcespor               | 18  | 3  | 6 | 9 | 018:260 | −8    | 15     |

| (N) | Neuaufsteiger aus der Türkiye 3. Futbol Ligi 1999/2000 |

| Gruppe 4              | Şekerspor | Sivasspor | Artvin Hopaspor | Türk Telekomspor | Akçaabat Sebatspor | Gümüşhane Doğanspor | Darıca Gençlerbirliği | Amasyaspor | Boluspor | Düzcespor |
| --------------------- | --------- | --------- | --------------- | ---------------- | ------------------ | ------------------- | --------------------- | ---------- | -------- | --------- |
| Şekerspor             |           | 0:0       | 1:1             | 2:0              | 3:0                | 4:2                 | 0:0                   | 1:0        | 1:1      | 4:1       |
| Sivasspor             | 1:4       |           | 1:1             | 3:1              | 2:1                | 2:3                 | 1:1                   | 0:0        | 2:1      | 4:0       |
| Artvin Hopaspor       | 0:2       | 1:1       |                 | 2:0              | 1:0                | 1:0                 | 0:2                   | 5:1        | 1:0      | 1:0       |
| Türk Telekomspor      | 0:3       | 2:0       | 2:0             |                  | 2:2                | 2:1                 | 1:1                   | 2:3        | 4:1      | 2:1       |
| Akçaabat Sebatspor    | 0:2       | 1:1       | 1:2             | 2:0              |                    | 0:0                 | 3:1                   | 2:0        | 4:1      | 2:0       |
| Gümüşhane Doğanspor   | 1:1       | 1:0       | 2:1             | 2:1              | 0:1                |                     | 2:0                   | 4:1        | 0:0      | 2:2       |
| Darıca Gençlerbirliği | 1:1       | 1:2       | 2:1             | 0:1              | 2:5                | 1:0                 |                       | 1:1        | 3:0      | 1:0       |
| Amasyaspor            | 2:3       | 0:1       | 0:0             | 0:1              | 0:0                | 1:0                 | 1:0                   |            | 3:0      | 0:0       |
| Boluspor              | 3:3       | 0:2       | 2:0             | 0:0              | 2:1                | 2:2                 | 4:1                   | 1:2        |          | 1:1       |
| Düzcespor             | 1:1       | 0:0       | 0:1             | 0:1              | 4:1                | 1:1                 | 4:2                   | 3:1        | 0:1      |           |

### Gruppe 5
| Pl. | Verein            | Sp. | S  | U | N  | Tore    | Diff. | Punkte |
| --- | ----------------- | --- | -- | - | -- | ------- | ----- | ------ |
| 1.  | Diyarbakırspor    | 18  | 11 | 5 | 2  | 036:130 | +23   | 38     |
| 2.  | Elazığspor        | 18  | 9  | 7 | 2  | 031:140 | +17   | 34     |
| 3.  | Batman Petrolspor | 18  | 10 | 3 | 5  | 031:200 | +11   | 33     |
| 4.  | Malatyaspor       | 18  | 8  | 7 | 3  | 029:140 | +15   | 31     |
| 5.  | MKE Kırıkkalespor | 18  | 7  | 4 | 7  | 023:260 | −3    | 25     |
| 6.  | Vanspor (A)       | 18  | 7  | 3 | 8  | 033:330 | ±0    | 24     |
| 7.  | Cizrespor (N)     | 18  | 6  | 5 | 7  | 029:260 | +3    | 23     |
| 8.  | Şanlıurfaspor     | 18  | 6  | 3 | 9  | 018:220 | −4    | 21     |
| 9.  | Ağrıspor          | 18  | 5  | 5 | 8  | 025:330 | −8    | 20     |
| 10. | Ankara ASAŞ       | 18  | 0  | 0 | 18 | 000:540 | −54   | 0      |

| (A) | Absteiger aus der 1. Lig 1999/2000                     |
| (N) | Neuaufsteiger aus der Türkiye 3. Futbol Ligi 1999/2000 |

| Gruppe 5          | Diyarbakırspor | Elazığspor | Batman Petrolspor | Malatyaspor | MKE Kırıkkalespor | Vanspor | Cizrespor | Şanlıurfaspor | Ağrıspor | Ankara ASAŞ |
| ----------------- | -------------- | ---------- | ----------------- | ----------- | ----------------- | ------- | --------- | ------------- | -------- | ----------- |
| Diyarbakırspor    |                | 1:1        | 0:1               | 2:1         | 1:0               | 5:1     | 2:1       | 3:0           | 2:2      | 3:0*        |
| Elazığspor        | 0:0            |            | 1:3               | 1:1         | 4:0               | 2:0     | 3:0       | 1:0           | 1:0      | 3:0*        |
| Batman Petrolspor | 0:2            | 2:3        |                   | 0:0         | 3:0               | 2:1     | 1:1       | 4:1           | 3:2      | 3:0*        |
| Malatyaspor       | 1:0            | 2:2        | 0:1               |             | 3:1               | 3:0     | 2:0       | 3:0           | 0:0      | 3:0*        |
| MKE Kırıkkalespor | 3:3            | 1:0        | 1:0               | 3:2         |                   | 2:1     | 2:3       | 0:0           | 0:0      | 3:0*        |
| Vanspor           | 1:1            | 2:2        | 4:2               | 2:3         | 1:1               |         | 3:2       | 2:1           | 4:0      | 3:0*        |
| Cizrespor         | 0:1            | 2:2        | 0:0               | 2:2         | 2:1               | 1:0     |           | 2:2           | 5:1      | 3:0*        |
| Şanlıurfaspor     | 1:2            | 0:2        | 2:0               | 0:0         | 0:1               | 2:0     | 1:0       |               | 1:0      | 3:0*        |
| Ağrıspor          | 0:5            | 0:0        | 2:3               | 0:0         | 3:1               | 4:5     | 3:2       | 2:1           |          | 3:0*        |
| Ankara ASAŞ       | 0:3*           | 0:3*       | 0:3*              | 0:3*        | 0:3*              | 0:3*    | 0:3*      | 0:3*          | 0:3*     |             |

## Aufstiegsrunde
| Pl. | Verein                  | Sp. | S  | U | N  | Tore    | Diff. | Punkte |
| --- | ----------------------- | --- | -- | - | -- | ------- | ----- | ------ |
| 1.  | Göztepe Izmir (A)       | 18  | 12 | 2 | 4  | 037:160 | +21   | 38     |
| 2.  | Diyarbakırspor          | 18  | 11 | 3 | 4  | 044:280 | +16   | 36     |
| 3.  | Kombassan Konyaspor     | 18  | 10 | 3 | 5  | 037:210 | +16   | 33     |
| 4.  | Altay Izmir (A)         | 18  | 9  | 6 | 3  | 039:260 | +13   | 33     |
| 5.  | Istanbul BB             | 18  | 8  | 4 | 6  | 035:300 | +5    | 28     |
| 6.  | Hacılar Erciyesspor (N) | 18  | 7  | 2 | 9  | 036:340 | +2    | 23     |
| 7.  | Elazığspor              | 18  | 6  | 2 | 10 | 029:420 | −13   | 20     |
| 8.  | Sivasspor               | 18  | 5  | 4 | 9  | 022:340 | −12   | 19     |
| 9.  | Şekerspor               | 18  | 3  | 5 | 10 | 019:340 | −15   | 14     |
| 10. | Hatayspor               | 18  | 2  | 3 | 13 | 017:500 | −33   | 09     |

| (A) | Absteiger aus der 1. Lig 1999/2000                     |
| (N) | Neuaufsteiger aus der Türkiye 3. Futbol Ligi 1999/2000 |

| Aufstiegsrunde      | Göztepe Izmir | Diyarbakırspor | Kombassan Konyaspor | Altay Imir | Istanbul BB | Hacılar Erciyesspor | Elazığspor | Sivasspor | Şekerspor | Hatayspor |
| ------------------- | ------------- | -------------- | ------------------- | ---------- | ----------- | ------------------- | ---------- | --------- | --------- | --------- |
| Göztepe Izmir       |               | 2:0            | 3:0                 | 1:2        | 1:1         | 2:0                 | 7:1        | 4:3       | 3:1       | 3:2       |
| Diyarbakırspor      | 0:1           |                | 5:1                 | 3:1        | 2:2         | 5:2                 | 4:1        | 4:1       | 3:1       | 1:0       |
| Kombassan Konyaspor | 0:2           | 5:3            |                     | 3:0        | 4:1         | 2:0                 | 4:0        | 1:0       | 3:0       | 6:1       |
| Altay Izmir         | 1:0           | 1:1            | 3:3                 |            | 4:2         | 3:1                 | 4:1        | 0:0       | 3:0       | 3:0       |
| Istanbul BB         | 1:0           | 2:3            | 1:0                 | 2:2        |             | 3:2                 | 1:3        | 1:1       | 6:1       | 4:0       |
| Hacılar Erciyesspor | 1:0           | 2:3            | 1:0                 | 1:4        | 2:1         |                     | 4:2        | 5:1       | 0:0       | 7:1       |
| Elazığspor          | 0:1           | 1:1            | 0:2                 | 4:5        | 1:2         | 3:1                 |            | 3:2       | 1:0       | 4:0       |
| Sivasspor           | 2:2           | 1:2            | 0:0                 | 1:0        | 0:2         | 1:6                 | 2:0        |           | 2:0       | 1:2       |
| Şekerspor           | 1:3           | 2:3            | 1:1                 | 1:1        | 2:0         | 2:0                 | 1:1        | 1:2       |           | 3:0       |
| Hatayspor           | 0:2           | 2:1            | 0:2                 | 2:2        | 2:3         | 1:1                 | 1:3        | 1:2       | 2:2       |           |

## Abstiegsrunde
Die Ergebnisse aus der Qualifikationsrunde wurden mit eingerechnet.

### Gruppe 1
| Pl. | Verein                 | Sp. | S  | U  | N  | Tore    | Diff. | Punkte |
| --- | ---------------------- | --- | -- | -- | -- | ------- | ----- | ------ |
| 1.  | Sakaryaspor            | 32  | 15 | 9  | 8  | 053:360 | +17   | 54     |
| 2.  | Çanakkale Dardanelspor | 32  | 13 | 14 | 5  | 057:420 | +15   | 53     |
| 3.  | Gaziantep BB           | 32  | 12 | 8  | 12 | 051:450 | +6    | 44     |
| 4.  | Kartalspor             | 32  | 10 | 11 | 11 | 033:380 | −5    | 41     |
| 5.  | KDÇ Karabükspor        | 32  | 10 | 6  | 16 | 039:560 | −17   | 36     |
| 6.  | Sarıyer SK             | 32  | 8  | 10 | 14 | 051:640 | −13   | 34     |
| 7.  | Mersin İdman Yurdu     | 32  | 8  | 10 | 14 | 039:560 | −17   | 34     |
| 8.  | Bakırköyspor           | 32  | 8  | 6  | 18 | 046:740 | −28   | 30     |

| Gruppe 1               | Sakaryaspor | Çanakkale Dardanelspor | Gaziantep BB | Kartalspor | KDÇ Karabükspor | Sarıyer SK | Mersin İdman Yurdu | Bakırköyspor |
| ---------------------- | ----------- | ---------------------- | ------------ | ---------- | --------------- | ---------- | ------------------ | ------------ |
| Sakaryaspor            |             | 1:1                    | 1:1          | 4:0        | 1:2             | 5:1        | 1:0                | 2:0          |
| Çanakkale Dardanelspor | 2:1         |                        | 2:2          | 2:2        | 1:1             | 5:2        | 3:0                | 1:0          |
| Gaziantep BB           | 1:3         | 3:1                    |              | 1:0        | 0:1             | 1:2        | 2:3                | 1:2          |
| Kartalspor             | 1:1         | 0:2                    | 2:0          |            | 1:0             | 2:1        | 2:0                | 0:0          |
| KDÇ Karabükspor        | 1:1         | 2:1                    | 2:1          | 2:1        |                 | 2:1        | 1:1                | 2:1          |
| Sarıyer SK             | 1:2         | 1:3                    | 1:2          | 4:0        | 0:0             |            | 1:1                | 6:0          |
| Mersin İdman Yurdu     | 1:2         | 1:1                    | 3:3          | 1:1        | 3:1             | 1:2        |                    | 1:1          |
| Bakırköyspor           | 1:2         | 2:2                    | 1:1          | 2:5        | 5:2             | 7:3        | 3:0                |              |

### Gruppe 2
| Pl. | Verein                | Sp. | S  | U  | N  | Tore    | Diff. | Punkte |
| --- | --------------------- | --- | -- | -- | -- | ------- | ----- | ------ |
| 1.  | Aydınspor             | 36  | 20 | 7  | 9  | 061:410 | +20   | 67     |
| 2.  | İzmirspor             | 36  | 17 | 7  | 12 | 058:480 | +10   | 58     |
| 3.  | Karşıyaka SK          | 36  | 15 | 10 | 11 | 052:400 | +12   | 55     |
| 4.  | Ispartaspor (N)       | 36  | 13 | 6  | 17 | 039:490 | −10   | 45     |
| 5.  | Yeni Nazillispor      | 36  | 13 | 6  | 17 | 044:630 | −19   | 45     |
| 6.  | Eskişehirspor         | 36  | 13 | 4  | 19 | 045:600 | −15   | 43     |
| 7.  | Bucaspor              | 36  | 11 | 9  | 16 | 035:390 | −4    | 42     |
| 8.  | Yeni Turgutluspor (N) | 36  | 11 | 7  | 18 | 049:610 | −12   | 40     |
| 9.  | Yeni Salihlispor      | 36  | 9  | 5  | 22 | 036:680 | −32   | 32     |

| (A) | Absteiger aus der 1. Lig 1999/2000                     |
| (N) | Neuaufsteiger aus der Türkiye 3. Futbol Ligi 1999/2000 |

| Gruppe 2          | Aydınspor | İzmirspor | Karşıyaka SK | Ispartaspor | Yeni Nazillispor | Eskişehirspor | Bucaspor | Yeni Turgutluspor | Yeni Salihlispor |
| ----------------- | --------- | --------- | ------------ | ----------- | ---------------- | ------------- | -------- | ----------------- | ---------------- |
| Aydınspor         |           | 1:2       | 2:1          | 1:0         | 2:0              | 0:3           | 1:0      | 3:1               | 2:0              |
| İzmirspor         | 3:0       |           | 0:0          | 2:0         | 2:0              | 1:0           | 2:1      | 1:3               | 3:0              |
| Karşıyaka SK      | 0:1       | 1:0       |              | 0:0         | 0:1              | 4:0           | 1:2      | 1:0               | 4:3              |
| Ispartaspor       | 4:3       | 0:3       | 1:2          |             | 0:1              | 2:0           | 0:0      | 3:1               | 0:1              |
| Yeni Nazillispor  | 0:1       | 1:1       | 1:1          | 2:2         |                  | 3:1           | 1:3      | 0:1               | 1:3              |
| Eskişehirspor     | 0:5       | 1:2       | 1:2          | 3:1         | 0:0              |               | 0:0      | 2:1               | 2:0              |
| Bucaspor          | 0:1       | 2:1       | 0:2          | 2:1         | 0:2              | 4:0           |          | 1:2               | 0:1              |
| Yeni Turgutluspor | 0:0       | 0:2       | 1:1          | 3:0         | 3:0              | 2:1           | 1:4      |                   | 1:0              |
| Yeni Salihlispor  | 2:4       | 0:1       | 0:2          | 2:1         | 2:3              | 1:2           | 2:1      | 1:3               |                  |

### Gruppe 3
| Pl. | Verein                    | Sp. | S  | U  | N  | Tore    | Diff. | Punkte |
| --- | ------------------------- | --- | -- | -- | -- | ------- | ----- | ------ |
| 1.  | Kayserispor               | 32  | 19 | 5  | 8  | 075:400 | +35   | 62     |
| 2.  | BB Ankaraspor             | 32  | 17 | 11 | 4  | 057:260 | +31   | 62     |
| 3.  | Mobellaspor               | 32  | 15 | 8  | 9  | 050:430 | +7    | 53     |
| 4.  | Gaziosmanpaşaspor         | 32  | 11 | 9  | 12 | 039:430 | −4    | 42     |
| 5.  | Güngören Belediyespor (N) | 32  | 7  | 10 | 15 | 030:480 | −18   | 31     |
| 6.  | Öz Sahrayıceditspor (N)   | 32  | 7  | 8  | 17 | 036:510 | −15   | 29     |
| 7.  | Kırklarelispor (N)        | 32  | 8  | 2  | 22 | 037:640 | −27   | 26     |
| 8.  | Çorluspor                 | 32  | 6  | 7  | 19 | 034:650 | −31   | 25     |

| (A) | Absteiger aus der 1. Lig 1999/2000                     |
| (N) | Neuaufsteiger aus der Türkiye 3. Futbol Ligi 1999/2000 |

| Gruppe 3              |     | Ankara BB | Mobellaspor | Gaziosmanpaşaspor | Güngören Belediyespor | Öz Sahrayıceditspor | Kırklarelispor | Çorluspor |
| --------------------- | --- | --------- | ----------- | ----------------- | --------------------- | ------------------- | -------------- | --------- |
| Kayserispor           |     | 1:1       | 2:1         | 3:0               | 2:3                   | 1:0                 | 5:2            | 1:1       |
| BB Ankaraspor         | 0:3 |           | 5:1         | 3:0               | 3:0                   | 0:0                 | 2:0            | 2:1       |
| Mobellaspor           | 0:2 | 0:3       |             | 2:0               | 4:2                   | 1:0                 | 2:1            | 2:1       |
| Gaziosmanpaşaspor     | 2:0 | 1:1       | 1:0         |                   | 0:0                   | 2:3                 | 1:0            | 0:2       |
| Güngören Belediyespor | 1:2 | 0:2       | 1:2         | 1:4               |                       | 1:1                 | 0:2            | 1:0       |
| Öz Sahrayıceditspor   | 0:4 | 1:2       | 3:2         | 1:1               | 1:2                   |                     | 1:0            | 2:2       |
| Kırklarelispor        | 1:3 | 1:3       | 1:2         | 1:0               | 2:0                   | 3:0                 |                | 5:1       |
| Çorluspor             | 2:3 | 0:3       | 0:0         | 1:3               | 1:0                   | 1:0                 | 3:0            |           |

### Gruppe 4
| Pl. | Verein                  | Sp. | S  | U | N  | Tore    | Diff. | Punkte |
| --- | ----------------------- | --- | -- | - | -- | ------- | ----- | ------ |
| 1.  | Akçaabat Sebatspor (N)  | 32  | 16 | 6 | 10 | 050:340 | +16   | 54     |
| 2.  | Gümüşhane Doğanspor (N) | 32  | 15 | 7 | 10 | 040:300 | +10   | 52     |
| 3.  | Türk Telekomspor (N)    | 32  | 13 | 6 | 13 | 044:380 | +6    | 45     |
| 4.  | Amasyaspor              | 32  | 12 | 8 | 12 | 029:350 | −6    | 44     |
| 5.  | Artvin Hopaspor         | 32  | 11 | 8 | 13 | 030:370 | −7    | 41     |
| 6.  | Darıca Gençlerbirliği   | 32  | 9  | 9 | 14 | 037:470 | −10   | 36     |
| 7.  | Boluspor                | 32  | 9  | 7 | 16 | 038:510 | −13   | 34     |
| 8.  | Düzcespor               | 32  | 7  | 8 | 17 | 029:520 | −23   | 29     |

| (A) | Absteiger aus der 1. Lig 1999/2000                     |
| (N) | Neuaufsteiger aus der Türkiye 3. Futbol Ligi 1999/2000 |

| Gruppe 4              | Akçaabat Sebatspor | Gümüşhane Doğanspor | Türk Telekomspor | Amasyaspor | Artvin Hopaspor | Darıca Gençlerbirliği | Boluspor | Düzcespor |
| --------------------- | ------------------ | ------------------- | ---------------- | ---------- | --------------- | --------------------- | -------- | --------- |
| Akçaabat Sebatspor    |                    | 2:2                 | 1:0              | 2:0        | 2:1             | 2:0                   | 3:0      | 3:0       |
| Gümüşhane Doğanspor   | 2:0                |                     | 2:1              | 1:0        | 1:0             | 0:1                   | 1:0      | 1:0       |
| Türk Telekomspor      | 4:1                | 0:1                 |                  | 0:0        | 1:1             | 1:0                   | 3:4      | 4:0       |
| Amasyaspor            | 1:0                | 1:0                 | 1:0              |            | 3:0             | 2:0                   | 1:5      | 0:1       |
| Artvin Hopaspor       | 1:1                | 2:1                 | 1:4              | 0:1        |                 | 2:2                   | 1:0      | 1:0       |
| Darıca Gençlerbirliği | 0:2                | 1:2                 | 1:1              | 1:1        | 1:0             |                       | 5:2      | 3:0       |
| Boluspor              | 0:1                | 1:0                 | 1:3              | 0:1        | 2:0             | 0:0                   |          | 3:0       |
| Düzcespor             | 0:4                | 0:3                 | 1:0              | 1:1        | 1:1             | 5:2                   | 2:0      |           |

### Gruppe 5
| Pl. | Verein            | Sp. | S  | U | N  | Tore    | Diff. | Punkte |
| --- | ----------------- | --- | -- | - | -- | ------- | ----- | ------ |
| 1.  | Malatyaspor       | 32  | 21 | 7 | 4  | 069:230 | +46   | 70     |
| 2.  | Batman Petrolspor | 32  | 18 | 3 | 11 | 056:370 | +19   | 57     |
| 3.  | Cizrespor (N)     | 32  | 16 | 5 | 11 | 071:410 | +30   | 53     |
| 4.  | Şanlıurfaspor     | 32  | 14 | 5 | 13 | 044:390 | +5    | 47     |
| 5.  | MKE Kırıkkalespor | 32  | 13 | 5 | 14 | 043:510 | −8    | 44     |
| 6.  | Vanspor (A)       | 32  | 12 | 3 | 17 | 055:650 | −10   | 39     |
| 7.  | Ağrıspor          | 32  | 9  | 6 | 17 | 039:650 | −26   | 33     |
| 8.  | Ankara ASAŞ       | 32  | 0  | 0 | 32 | 000:960 | −96   | 0      |

| (A) | Absteiger aus der 1. Lig 1999/2000                     |
| (N) | Neuaufsteiger aus der Türkiye 3. Futbol Ligi 1999/2000 |

| Gruppe 5          | Malatyaspor | Batman Petrolspor | Cizrespor | Şanlıurfaspor | MKE Kırıkkalespor | Vanspor | Ağrıspor | Ankara ASAŞ |
| ----------------- | ----------- | ----------------- | --------- | ------------- | ----------------- | ------- | -------- | ----------- |
| Malatyaspor       |             | 3:1               | 2:0       | 3:0           | 4:1               | 4:0     | 3:0      | 3:0*        |
| Batman Petrolspor | 2:3         |                   | 0:1       | 0:2           | 5:1               | 2:1     | 2:1      | 3:0*        |
| Cizrespor         | 1:3         | 2:1               |           | 2:0           | 5:1               | 7:1     | 8:1      | 3:0*        |
| Şanlıurfaspor     | 2:0         | 2:1               | 3:2       |               | 1:1               | 5:3     | 1:2      | 3:0*        |
| MKE Kırıkkalespor | 1:2         | 0:1               | 2:1       | 2:4           |                   | 0:2     | 1:0      | 3:0*        |
| Vanspor           | 0:3         | 1:2               | 1:3       | 1:0           | 0:3               |         | 6:1      | 3:0*        |
| Ağrıspor          | 1:4         | 0:2               | 0:4       | 0:0           | 0:1               | 2:0     |          | 3:0*        |
| Ankara ASAŞ       | 0:3*        | 0:3*              | 0:3       | 0:3*          | 0:3*              | 0:3*    | 0:3*     |             |

## Play-offs
Viertelfinale
| Datum                     |                    | Ergebnis              |                     | Spielort                |
| ------------------------- | ------------------ | --------------------- | ------------------- | ----------------------- |
| 28. Mai 2001 um 18:00 Uhr | Kayserispor        | 2:2 n. V. (4:1 i. E.) | Aydınspor           | Antalya-Atatürk-Stadion |
| 28. Mai 2001 um 20:30 Uhr | Akçaabat Sebatspor | 0:4                   | Malatyaspor         | Antalya-Atatürk-Stadion |
| 29. Mai 2001 um 18:00 Uhr | Altay Izmir        | 0:0 n. V. (4:3 i. E.) | Kombassan Konyaspor | Antalya-Atatürk-Stadion |
| 29. Mai 2001 um 21:05 Uhr | Istanbul BB        | 1:2                   | Sakaryaspor         | Antalya-Atatürk-Stadion |

Halbfinale
| Datum                     |             | Ergebnis |             | Spielort                |
| ------------------------- | ----------- | -------- | ----------- | ----------------------- |
| 30. Mai 2001 um 20:30 Uhr | Kayserispor | 0:1      | Malatyaspor | Antalya-Atatürk-Stadion |
| 30. Mai 2001 um 20:30 Uhr | Altay Izmir | 1:2      | Sakaryaspor | Antalya-Atatürk-Stadion |

Finale
| Malatyaspor                                                    | Malatyaspor | Sakaryaspor | Sakaryaspor |
| -------------------------------------------------------------- | --- | --- | ----------- |
| Malatyaspor                                                    | \| Play-off-Finale \| \| 31. Mai 2001 um 20:30 Uhr in Antalya (Antalya-Atatürk-Stadion) \| \| Ergebnis: 0:0 n. V., 4:2 i. E. \| \| Schiedsrichter: Metin Tokat \| \| Spielbericht \|                                                            | \| Play-off-Finale \| \| 31. Mai 2001 um 20:30 Uhr in Antalya (Antalya-Atatürk-Stadion) \| \| Ergebnis: 0:0 n. V., 4:2 i. E. \| \| Schiedsrichter: Metin Tokat \| \| Spielbericht \|                                                                              | Sakaryaspor |
| Malatyaspor                                                    | Hakan Polat – Ali Kulaksız (56. Hüseyin Küçük), Ömer Gündostu, Metin Çay, Hayati Palancı – Cemal Koç (52. Ayhan Şirin), Levent Gündoğdu (94. Şehmus Özer), Selçuk Yıldırımkaya – Fazlı Ulusoy, Mehmet Aksu, Resul Dege Cheftrainer: Yücel İldiz | Bahattin Yıldırım – Volkan Şahinkol, Abdullah Cöl, Mustafa Sert – Sinan Kahraman, Kadir Kureş (46. Mohamed Ali Kurtuluş), Tuncay Şanlı, Hasan Tunçel (75. İbrahim Köseoğlu), Benhur Babaoğlu – Teoman Koray Cinel, Aydın Tuna (70. Murat Yavaşgül) Cheftrainer: ? | Sakaryaspor |
| Malatyaspor                                                    | Elfmeterschießen | | Sakaryaspor |
| Malatyaspor                                                    | Hüseyin Küçük Ayhan Şirin Resul Dege Fazlı Ulusoy | Benhur Babaoğlu Murat Yavaşgül | Sakaryaspor |
| Malatyaspor                                                    | Mehmet Aksu (82.), Ayhan Şirin (113.) | Hasan Tunçel (70.) | Sakaryaspor |
| Malatyaspor                                                    | Malatyaspor ist durch diesen Sieg in die 1. Lig aufgestiegen. | | Sakaryaspor |
| Play-off-Finale                                                | | |             |
| 31. Mai 2001 um 20:30 Uhr in Antalya (Antalya-Atatürk-Stadion) | | |             |
| Ergebnis: 0:0 n. V., 4:2 i. E.                                 | | |             |
| Schiedsrichter: Metin Tokat                                    | | |             |
| Spielbericht                                                   | | |             |

## Torschützenliste
Der Türkische Fußballverband (TFF) führte für alle fünf Gruppen der 2. Lig separate Torschützenlisten, bestimmt aber den Torschützenkönig zum Saisonende aus einer einzigen zusammengefügten Torschützenliste.
| Pl. | Nat.   | Spieler               | Verein                              | Tore |
| --- | ------ | --------------------- | ----------------------------------- | ---- |
| 1   | Turkei | Ümit İnal             | Göztepe Izmir                       | 26   |
| 2   | Turkei | İsmail Müderrisoğlu   | Kayseri Erciyesspor                 | 25   |
| 3   | Turkei | Mehmet Yılmaz         | Çanakkale Dardanelspor, Altay Izmir | 21   |
| 4   | Turkei | Nail Uğur Timurcioğlu | Sarıyer SK                          | 20   |
| 4   | Turkei | Deniz Kibar           | Turgutluspor                        | 20   |
| 4   | Turkei | Zafer Biryol          | Şekerspor                           | 20   |
| 5   | Turkei | Necati Ateş           | Altay Izmir                         | 19   |
| 5   | Turkei | Muharrem Aydın        | Mobellaspor                         | 19   |
| 5   | Turkei | Halim Karaköse        | Kayserispor                         | 18   |
| 5   | Turkei | Özgür Nasuh           | Kayserispor                         | 18   |
| 5   | Turkei | Bünyamin Kubat        | Güngören Belediyespor               | 18   |
| 5   | Turkei | Hasan Çelik           | Diyarbakırspor                      | 18   |
| 6   | Turkei | Çetin Limanoğlu       | Bakırköyspor                        | 17   |
| 6   | Turkei | Birol Aksancak        | KDÇ Karabükspor, BB Ankaraspor      | 17   |
| 6   | Turkei | Fazlı Ulusoy          | Malatyaspor                         | 17   |
| 6   | Turkei | Erkan Ergün           | Istanbul BB                         | 17   |